# VIDEO J
『VIDEO J』（ビデオ ジェイ）は、赤石路代による日本の漫画作品。『プチコミック』（小学館）にて2003年10月号から2005年5月号まで不定期に連載されていた。単行本は全3巻。

## あらすじ
社長令嬢・桐島樹梨は、父、母、弟、遊びに来ていた弟のガールフレンドが自宅で殺害される（「桐島一家惨殺事件」）。樹梨自身はクローゼットにいたことで難を逃れたが、その犯人グループ‐手や首にサソリの刺青をした3人‐を目撃していたこともあり、犯人グループに命を狙われ、逃亡生活を送っていた。
事件から2年が経ったある日、樹梨はJと名乗るビデオジャーナリストと出会う。Jと出会った日、それまで自分を守ってくれていたホストが、自分を犯人達から守るために死んだ。悲しむ樹梨にJは「逃げずに真実を探そう」と助言。Jの下に身を寄せ、アシスタントとしてビデオジャーナリストの仕事をすると共に事件の真相を探り始める。
やがて、Jの継母の死にも「サソリの刺青の男」が関与していたことが判明。Jの階下に住んでいたビデオジャーナリストの梅も殺害される。
樹梨は自分のペンダントに記されていたメッセージから父が生前残していた告白書とデータを銀行の貸金庫から入手。父もまた「サソリの刺青の男」らの加わるグループの一員であり、グループであることを利用して財を成し、そしてJの継母の殺害指示を下したのも父であった。「桐島一家惨殺事件」はグループを抜けようとした父に対する制裁でもあったのだ。
樹梨とJはテレビの生放送で、グループの悪事と国会議員も含む構成メンバーを暴露した。

## 登場人物
桐島 樹梨（きりしま じゅり）
19歳。元・桐島グループの社長令嬢。17歳の時、「桐島一家惨殺事件」で両親と弟を亡くし、唯一生き残った。恋人を失い、Jの下に居候、Jの仕事に興味を持つようになり、アシスタントとなる。金銭には不自由していない。ホストに逃亡時の足代わりにフェラーリを買い与えることができ、取材用のビデオカメラも購入している。
柳 晶煥（ユ ジョンファン）
フリーのビデオジャーナリスト。通称「J」。鋭い洞察力を持つ。
J本人も業界では名の知れるビデオジャーナリストだが、父親もビデオジャーナリスト。
ダエリ 藤本（―ふじもと）
日本人とインドネシア人のハーフ。Jと同じアパートの2階に住む少年。
梅 月（メイ ユエ）
Jと同じアパートの3階に住む。同じくビデオジャーナリスト。階下の同業の住人としてJから名前を語られたのは早かったが、実際に登場するのは終盤。